# Acritopappus diamantinicus
Acritopappus diamantinicus là một loài thực vật có hoa trong họ Cúc. Loài này được Bautista, S.Ortiz & Rodr.Oubiña mô tả khoa học đầu tiên năm 2000.